# Prelesje, Litija
Prelesje este o localitate din comuna Litija, Slovenia, cu o populație de 24 de locuitori.